# Meredith Kopit Levien
Meredith Kopit Levien, née en 1971, est une dirigeante de presse américaine. Elle est depuis 2020 la chief executive officer (CEO) de la société The New York Times Company, maison-mère du quotidien américain The New York Times.